# Ryan Potter
Ryan Potter (ur. 12 września 1995 w Portland) – amerykański aktor, reżyser filmowy, praktyk sztuk walki i fotograf pochodzenia japońskiego i żydowskiego.

## Filmografia
- 2011–2013: Super ninja jako Mike Fukanaga
- 2012: Zdaniem Freda! jako najlepszy przyjaciel Freda
- 2014: Wielka szóstka jako Hiro Hamada (głos)
- 2016: Szczury laboratoryjne: Jednostka elitarna jako Riker
- 2017–2021: Wielka szóstka jako Hiro Hamada (głos)
- 2018–2023: Titans jako Garfield "Gar" Logan / Beast Boy